# Eimeria arloingi
Eimeria arloingi należy do królestwa protista, rodziny Eimeriidae, rodzaj Eimeria. Wywołuje u owiec chorobę pasożytniczą – kokcydiozę. Eimeria arloingi pasożytuje w jelicie cienkim, jelicie ślepym oraz okrężnicy.